# 에브리씽 에브리웨어 올 앳 원스
《에브리씽 에브리웨어 올 앳 원스》(영어: Everything Everywhere All At Once)는 2022년 개봉한 미국의 부조리 코미디 드라마 영화이다. 양자경, 스테퍼니 슈, 조너선 케 콴, 제니 슬레이트, 해리 셤 주니어, 제임스 홍, 제이미 리 커티스가 출연한다. 대니얼 콴과 대니얼 샤이너트 콤비(일명 '대니얼스')가 감독과 각본을 맡았으며, 루소 형제가 제작에 참여했다. 2022 SXSW 영화제 개막작이다.
The New York Times는 영화가 다음과 같은 다양한 영화 장르의 요소를 통합했기 때문에 이 영화를 "무성한 장르-무질서한 소용돌이"라고 설명했다: 초현실주의 슬랩스틱 코미디, 공상 과학 소설, 판타지, 액션, 서사시, 재난, 모험, 공포, 스릴러, 다큐멘터리, 뮤지컬, 무협, 애니메이션, 로맨스 그리고 드라마.
제95회(2023년) 아카데미상 시상식에서 작품·감독·각본·여우주연·남우조연·여우조연·편집상 총 7관왕을 하였다. 제28회 크리틱스 초이스 영화상 작품·감독·각본상 수상작이다. 제29회 미국배우조합상 앙상블 캐스트 수상작이다.
비평가와 관객 모두에게 거의 보편적인 찬사를 받았고, 각본, 연출, 출연진(주로 양자경)의 연기, 독창성, 독창성, 상상력, 유머, 감정적 공명, 메시지, 깊이, 메타 언어를 강조하는 전 세계적으로 광범위한 찬사를 받았다. , 시각 효과, 의상 디자인, 메이크업, 사운드트랙, 전투 시퀀스, 편집, 영화 촬영 및 제작 가치 전반. 또한 실존주의, 허무주의, 부조리주의와 같은 철학적 개념을 묘사하고 ADHD, 우울증, 신경 발산, 세대 차이, 아시아계 미국인 정체성과 같은 주제에 대한 접근 방식에 찬사를 보냈다.

## 줄거리
중년의 중국계 미국인 이민자 에블린은 남편 웨이먼드와 함께 세탁소를 운영하며 힘겨운 삶을 살고 있다. 국세청 감사, 이혼을 요구하는 남편, 중국 설날 파티를 위해 방문한 엄격한 아버지, 우울증을 겪고 있는 딸 조이와의 관계 등 여러 문제에 직면한다.
그러던 중 에블린은 국세청 직원과의 회의에서 '알파버스'라는 평행 우주에서 온 웨이먼드에 의해 다중우주, 즉 모든 삶의 선택이 다른 우주를 생성한다는 사실을 알게 된다. 알파버스에서는 알파-에블린이 '점프' 기술을 개발하여 다른 우주의 자신의 능력과 기억을 사용할 수 있게 했다. 하지만 알파-조이가 과도한 점프 시도로 정신이 파편화되어 '조부 투파키'라는 강력한 존재로 변모하고, 다중우주를 파괴할 수 있는 '모든 것 베이글'을 만들었다.
에블린은 조부 투파키의 공격에 맞서기 위해 점프 기술을 배우고 여러 우주를 넘나들며 다양한 자신의 모습을 발견한다. 쿵푸 고수가 된 자신, 영화배우가 된 자신 등을 보며 다른 선택을 했다면 다른 삶을 살 수 있었음을 깨닫는다. 그녀는 웨이먼드가 이혼을 원한다는 사실도 알게 된다. 알파-웨이먼드는 모든 우주에서 가장 '실패한' 에블린이 조부를 물리칠 잠재력을 가지고 있다고 믿는다. 하지만 에블린의 아버지는 조부를 막기 위해 딸을 죽이라고 명령한다. 
에블린은 딸을 죽이는 대신 점프 기술을 이용해 조부와 맞서기로 결심하고, 수많은 기괴한 우주들을 오가며 조부와 함께 방황한다. 조부는 싸우려는 것이 아니라 아무 의미가 없다는 것을 공유하고 싶었다고 말한다. 조부는 에블린을 '모든 것 베이글'로 데려가 함께 죽으려 하지만, 웨이먼드의 따뜻한 마음을 보면서 에블린은 삶에 의미가 없더라도 친절을 베풀어야 한다는 것을 깨닫는다.
에블린은 다중우주에서의 능력을 활용하여 다른 우주에서의 상처를 치유하고, 가족을 화해시키며 조부를 무력화한다. 현실 세계로 돌아온 에블린은 남편과 화해하고, 딸의 연애를 받아들이며, 아버지에게도 딸의 연애 사실을 알린다. 그리고 웨이먼드는 국세청 직원에게 세금 보고를 다시 할 기회를 얻어낸다. 조부는 스스로 베이글 속으로 들어가지만, 에블린과 다른 가족들은 조부를 구한다. 에블린은 딸에게 다른 우주 어디에 있든 함께 있고 싶다고 말하며 영화는 마무리된다. 이후 세금 문제를 해결하기 위해 다시 국세청을 방문한 에블린은 다른 우주의 자신을 잠깐 생각하지만 곧 현실에 집중한다.

## 출연진
- 양자경 - 에블린 왕
- 스테퍼니 슈 - 조이 왕 / 조부 투파키
- 조너선 케 콴 - 웨이먼드 왕
- 제니 슬레이트 - 데비
- 해리 셤 주니어 - 채드
- 제임스 홍 - 궁궁
- 제이미 리 커티스 - 디어드리 보비어드리